# Velike Rebrce
Velike Rebrce so naselje v Občini Ivančna Gorica.